# Cierra Burdick
Cassidie Cierra Burdick (Charlotte, 30 settembre 1993) è una cestista statunitense.

## Carriera
È stata selezionata dalle Los Angeles Sparks al secondo giro del Draft WNBA 2015 (14ª scelta assoluta).